# 杉本清のK-BAR
杉本清のK-BAR（すぎもときよしのケーバー）は、1998年から2011年3月25日までTOKYO FMで放送されていたラジオ番組。競馬実況者として有名な杉本清（元・関西テレビアナウンサー）が、競馬のレース展開についての話題を扱う。渋谷のTOKYO FMスペイン坂スタジオから放送。

## 内容
- 番組の予算より年度始めからのレースの馬券を買い収支を楽しむ。収支が黒字であれば次年度に繰り越される。
- 今後、行なわれるレースの出走馬に関する解説。

## 放送時間
金曜日　19:30～19:55

## DJ
- 杉本清
- 藤丸由華(TOKYO FMアナウンサー)